# Línea R (AUVASA)
La línea R de AUVASA circula durante la semana de las Ferias y fiestas de la Virgen de San Lorenzo de Valladolid. Sirve de lanzadera entre el centro de la ciudad y las dársenas del estadio José Zorrilla, junto al que se sitúa el recinto ferial.

## Frecuencias
| DÍA                                       | LUGAR DE SALIDA | PRIMER SERVICIO | ÚLTIMO SERVICIO | FRECUENCIA APROXIMADA |
| ----------------------------------------- | --------------- | --------------- | --------------- | --------------------- |
| Primer día de ferias                      | PLAZA PONIENTE  | 17:00           | 0:00            | 15 min.               |
| Primer día de ferias                      | RECINTO FERIAL  | 17:00           | 0:00            | 15 min.               |
| Lunes a jueves laborables y días festivos | PLAZA PONIENTE  | 13:00           | 0:00            | 15 min.               |
| Lunes a jueves laborables y días festivos | RECINTO FERIAL  | 13:00           | 0:00            | 15 min.               |
| Viernes y vísperas de festivos            | PLAZA PONIENTE  | 13:00           | 1:00            | 15 min.               |
| Viernes y vísperas de festivos            | RECINTO FERIAL  | 13:00           | 1:00            | 15 min.               |

## Paradas
Nota: Al pinchar sobre los enlaces de las distintas paradas se muestra cuanto tiempo queda para que pase el autobús por esa parada.
| Hacia Recinto Ferial                            | Correspondencia con líneas: |
| ----------------------------------------------- | --------------------------- |
| Pza. Poniente fte. San Lorenzo                  | -                           |
| Avda. Miguel Ángel Blanco fte. Pza. del Milenio | 3 6 8 B2 B3                 |
| Avda. Mundial 82 Estadio José Zorrilla          | R1 R2 R3 R4 R5              |
| Hacia Pza. Poniente                             |                             |
| Avda. Mundial 82 Estadio José Zorrilla          | R1 R2 R3 R4 R5              |
| Pº Isabel la Católica esq. Veinte de Febrero    | 1 B4                        |
| Pza. Poniente fte. San Lorenzo                  | -                           |